# Подводный нож

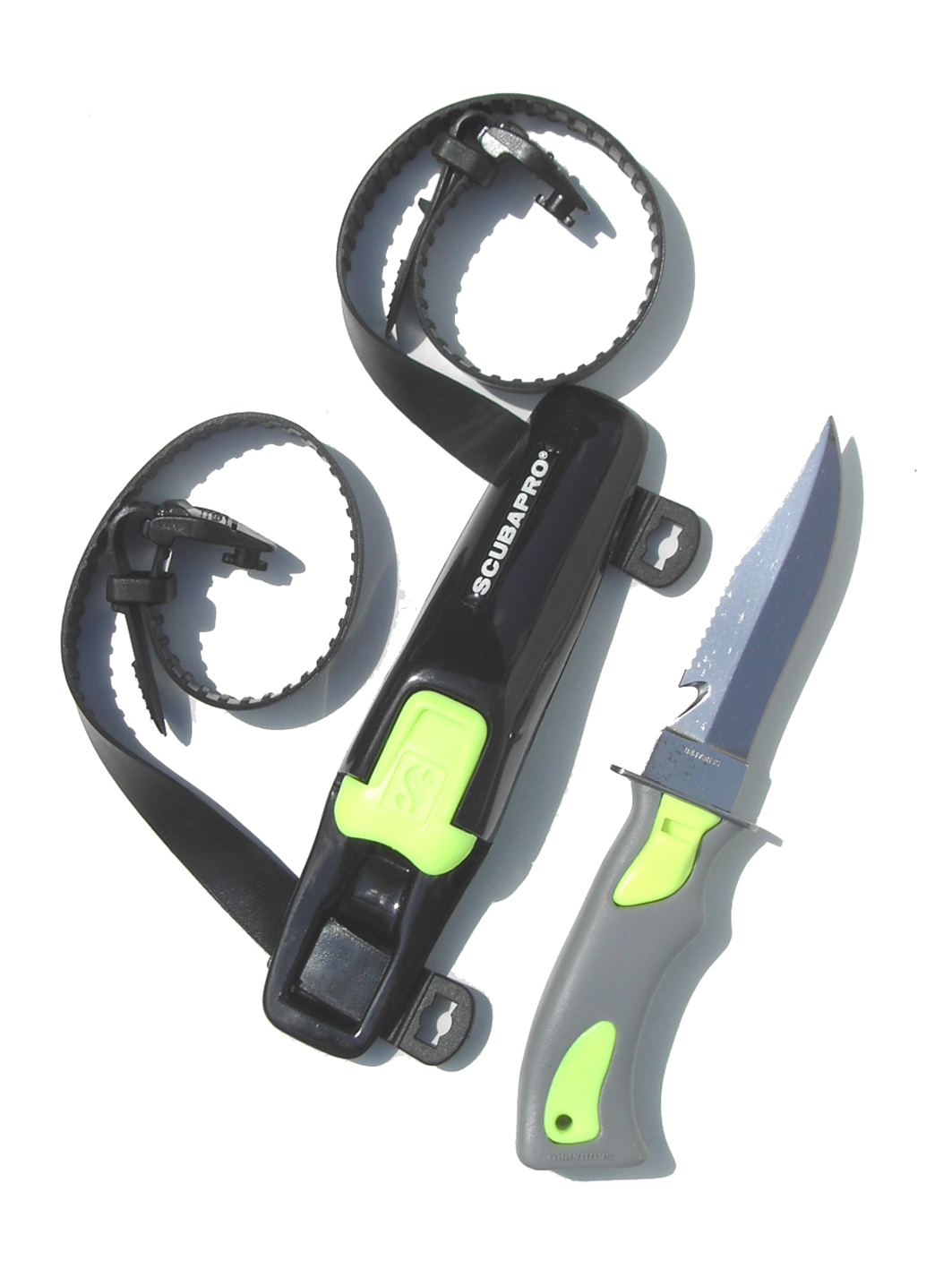
Современный подводный нож с креплением ножен

Подводный нож — инструмент (специальный нож) для различного применения под водой.
Подводные ножи рассчитаны на применение в воде и при погружениях в качестве рабочих, спасательных инструментов или оружия. Их особенности обусловлены использованием боевыми пловцами, водолазами, подводными охотниками и дайверами-любителями.

## Конструктивные требования и особенности
В опасных ситуациях, при сильном стрессе, когда нет времени и прочих спасательных средств, от ножа требуются прежде всего доступность и надёжность. Он должен крепко держаться в ножнах, но доставаться быстро и одной рукой. Если нож удерживают какие-то фиксирующие элементы, нужно, чтобы они были не слишком мелкими даже для толстых перчаток и не такими прочными, чтобы в экстремальной ситуации или панике нельзя было вынуть клинок простым рывком, без предварительных манипуляций. Идеальны ножны, крепящиеся в любом месте тела и снаряжения под любым углом.
Одна из основных задач дайверского ножа — быстро рассекать лески, сети и другие канатно-верёвочные изделия. Для этого его часто делают обоюдоострым, а хотя бы часть лезвия снабжают серрейтором. Иногда на клинке есть и заточенный изнутри крюк для захвата верёвок или снастей.
Нож подводника нередко оказывается единственным его инструментом и вынужден не только резать, но и экстренно заменять собой многие другие приспособления. Клинок хорош толстый, с большим запасом прочности: он должен выдерживать грубую работу клином или рычагом. В некоторых моделях кончик клинка спилен; таким ножом можно пользоваться и как долотом или отвёрткой, ещё он менее травмоопасен при спасательных операциях. Как оружие нож под водой используют очень редко.
В мокрых, толстых перчатках удобно и безопасно работать ножом с выраженной гардой либо упором для пальцев, с крупной, рельефной, шероховатой рукоятью. Но слишком толстая рукоять не даёт ножу плотно прилегать к телу при ношении, такой легче зацепиться за водоросли, сети и другие подводные предметы.
Рукоятью с металлическим окончанием можно подавать далеко слышимые в воде сигналы, ударяя по баллону, корпусу судна и т. п., а также использовать её в качестве молотка. На некоторые клинки наносят измерительную разметку. Это тем более ценно, что расстояния кажутся в воде в 1,33 раза больше, чем на воздухе (из-за разницы в коэффициентах преломления), и их трудно верно оценить на глаз.
Оброненный под водой нож может утонуть на глубине или зарыться в донные отложения, где его трудно найти. Поэтому практичны подводные ножи с нейтральной плавучестью: они зависают в толще воды или останавливаются у дна на кончике клинка. Многие имеют яркий цвет или темляк.
Солёная морская вода разрушает многие материалы, устойчивые на воздухе. Это надо учитывать при выборе материалов для самого ножа и элементов его крепления. Сырость в ножнах нежелательна, их лучше делать из не впитывающих воду материалов и снабжать отверстиями для водостока и быстрого высыхания.

## Основные разновидности

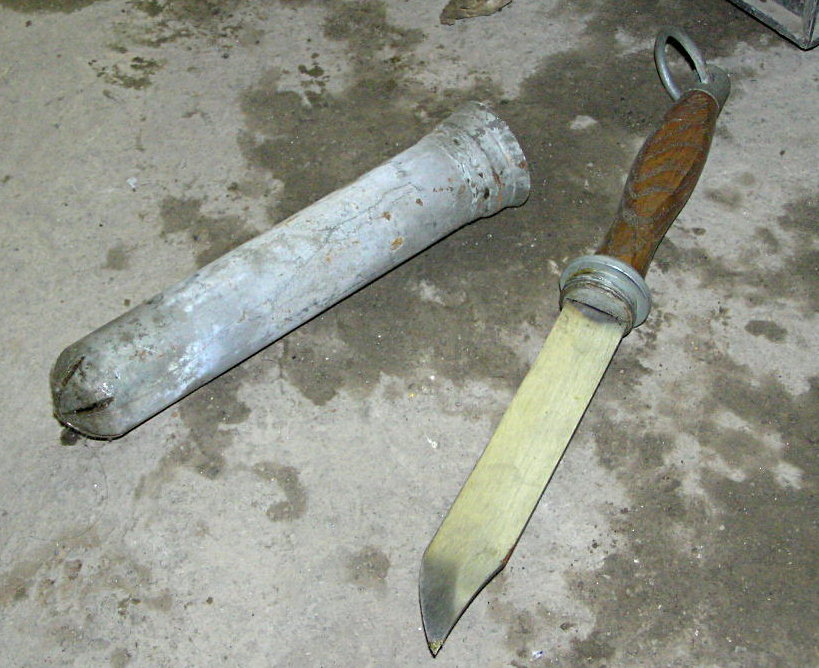
Водолазный нож старого образца с резьбовой фиксацией в ножнах

Профессиональные водолазы и аквалангисты традиционно используют длинные, массивные, довольно тупоконечные клинки, способные быстро резать канаты и действовать как грубый, прочный на излом инструмент. Задачам спецподразделений скорее соответствуют формы, приближенные к боевым. В целом такие модели относительно консервативны по сравнению со спортивными. Поныне используемая классика — нож водолаза со стальным клинком, ввинчивающийся в латунную трубу ножен. В последнее время профессионалы нередко используют и складные многофункциональные инструменты наряду с основным клинком.
Многие современные подводные ножи короче старых, классических. Клинки уже редко делают длиннее 15 см, производится всё больше и совсем лёгких, короткоклинковых, даже складных моделей. Во-первых, так как постоянно улучшающиеся материалы и агрессивные заточки лезвий позволяют добиться хороших режущих свойств уже при малой длине. Во-вторых, длинный и тяжёлый нож не всегда удобен, вариантов его комфортного крепления немного. В-третьих, дайвинг распространён сегодня гораздо шире, чем в середине XX века и ранее, а процент любителей в нём возрос. Проводя под водой в виде спорта или хобби лишь считанные часы в году, многие не видят смысла обзаводиться дорогим и не всегда удобным профессиональным оснащением.
Для дайверов-любителей подводный нож — инструмент скорее спасения в экстренных случаях, чем повседневной работы. На многообразие представлений о таких случаях ориентируется современный ассортимент. В нём представлено как множество моделей классического профиля, так и целый класс так называемых спасательных инструментов. Они рассчитаны прежде всего на быстрое рассекание верёвок, сетей, линей, на удобное ношение, при этом относительно безопасны и малопригодны к боевым действиям. Обычно это заточенные крюки разнообразных форм и конструкций. Они могут быть оснащены дополнительными режущими кромками, пилами, захватами, отвёртками, карабинами, ударными элементами для разбития стёкол и т. п. Некоторые модели являются скорее многофункциональными резаками, чем классическими ножами.

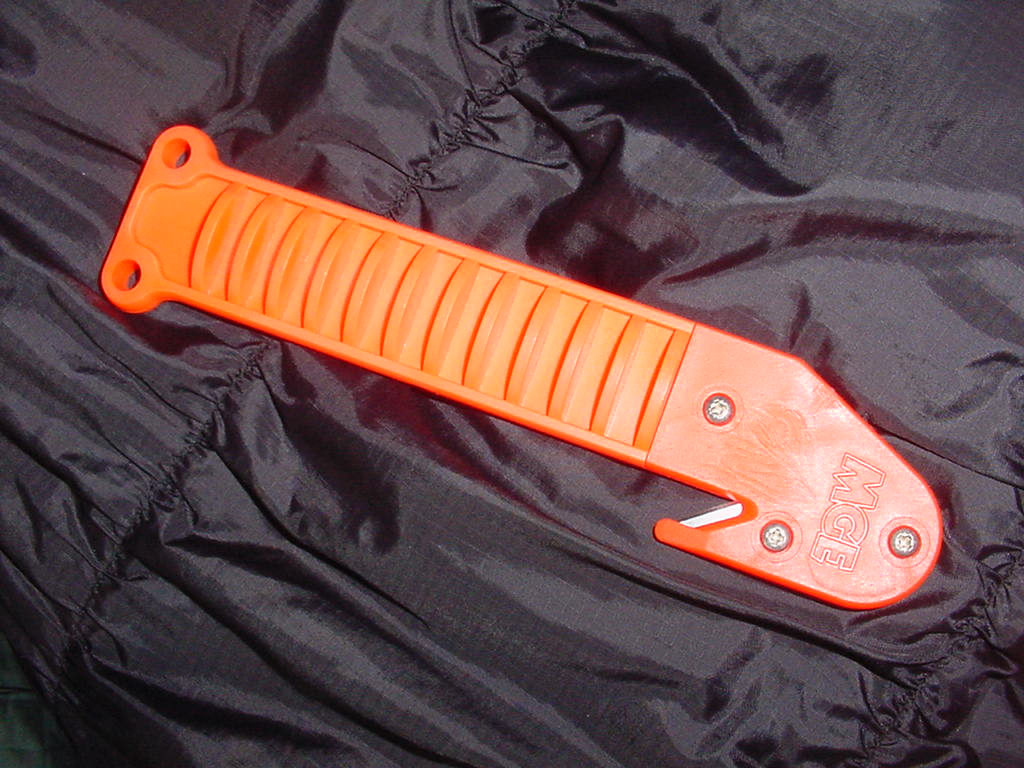
Современный дайверский спасательный инструмент

По сравнению с профессионалами, любители в своём выборе чаще руководствуются ценой, оригинальностью и привлекательностью дизайна, наличием дополнительных функций, а также рекламой. Термин тактический (англ. tactical), часто используемый изготовителями и продавцами, применительно к ножам следует понимать скорее как универсальный, причём подразумевается обычно и некоторая пригодность таких ножей к использованию в боевой обстановке. Как правило, это небольшие ножи и кинжалы агрессивного дизайна, нередко складные. Полноразмерные, специализированные боевые ножи тактическими обычно не называют.
Многие изделия для любителей и спортсменов отличаются броскими цветами, чтобы облегчить их поиск при потере и повысить заметность при поисково-спасательных операциях, в то время как профессиональные, особенно боевые модели выдержаны в маскировочных тонах, а клинки снабжены антибликовыми покрытиями. Приобретаются и «сухопутные» универсальные модели, более или менее пригодные к использованию в воде.

## Крепление
Нож должен быть расположен так, чтобы его можно быстро достать в любой ситуации и любой рукой.
Распространённое крепление на голени подходит для длинных, тяжёлых изделий, но не вполне удачно: сильно запутавшись в сети, застряв или будучи зажатым, до ножа можно не дотянуться. То же касается размещения на спине. Подвеска на грузовой пояс опасна тем, что вместе с экстренно сброшенным балластом потеряется и нож, причём именно в ситуации, когда он может оказаться необходимым.
Более удачно крепление на плечевую амуницию либо в районе живота, а если позволяют размеры и конструкция ножа — на предплечье или на шланг инфлятора.
У водолазов, погружающихся при помощи тяжеловодолазного снаряжения (трехболтовое, двенадцатиболтовое), нож обычно расположен на поясе.

## Материал клинка
Подавляющее большинство подводных ножей традиционно производят из стали. Она недорога, очень прочна и хорошо держит заточку, однако её основа — железо — быстро ржавеет в морской воде. Приходится использовать особо устойчивые, высоколегированные марки стали и защитные покрытия, однако даже они не гарантируют полной защиты от ржавчины. Стальные ножи рекомендуется промывать пресной водой, сушить и смазывать после каждого погружения, иногда разбирать и чистить, если позволяет конструкция. Коррозия разрушает тонкую режущую кромку, поэтому стальные клинки в морской воде со временем теряют остроту. Ещё они вызывают девиации вблизи магнитных компасов и очень опасны при обезвреживании мин с магнитным взрывателем. Однако они предпочтительны, если ножом приходится много резать. Стали для подводных ножей обычно не закаливают до предела твёрдости, так как с твёрдостью растёт и хрупкость.
Клинки из титана (точнее, из титановых сплавов) очень легки, довольно прочны, не намагничиваются, не требуют ни защиты от коррозии, ни постоянного ухода, поэтому их нередко используют профессиональные аквалангисты и боевые пловцы. Недостатки таких ножей — высокая цена и относительная мягкость титана, который по сравнению с качественной сталью быстро тупится при резке.
Керамические клинки не ржавеют, не намагничиваются, превосходно держат заточку. Однако из-за своей хрупкости они не вполне пригодны для подводников.

## Области применения

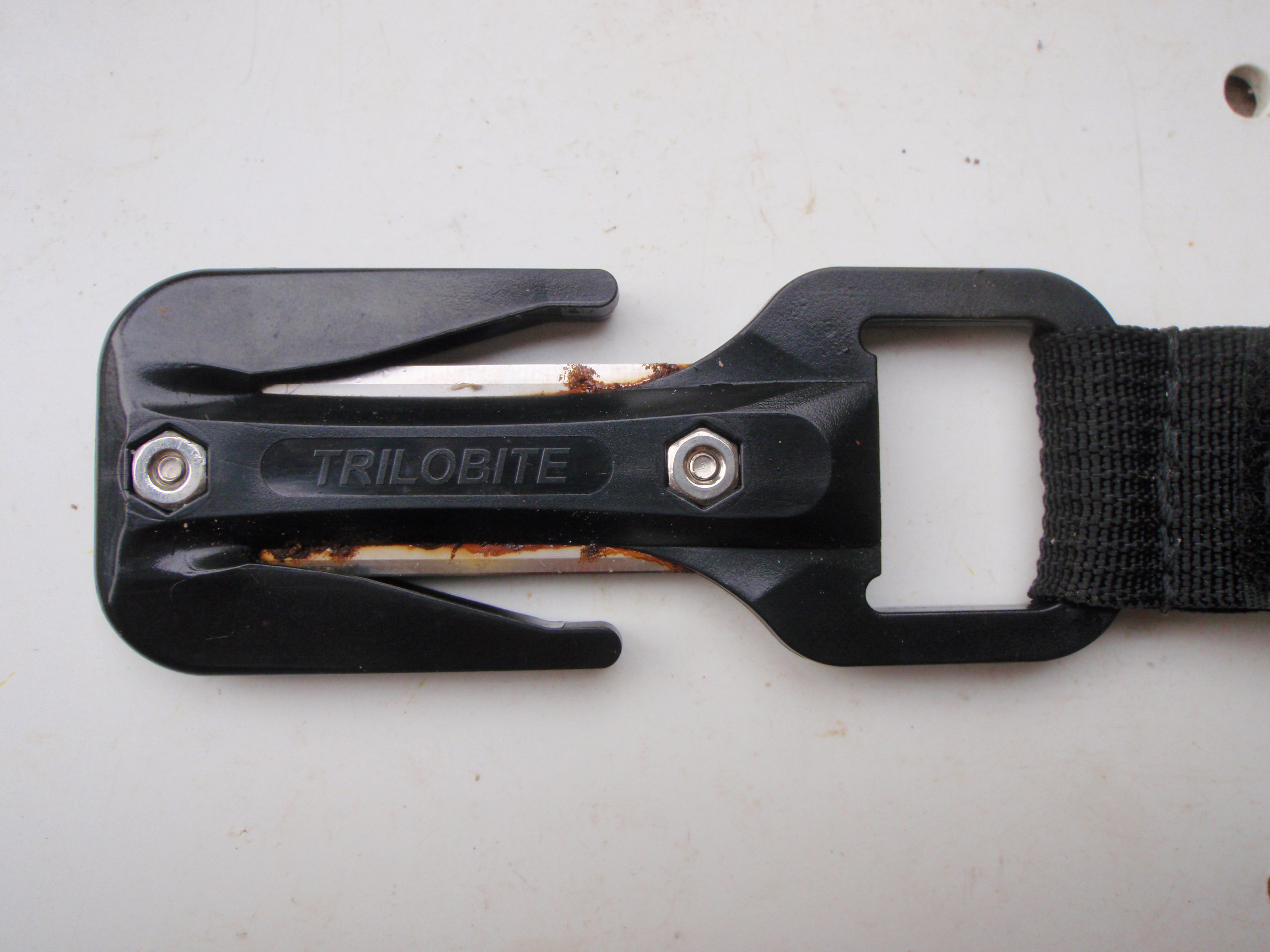
Безопасный стропорез со сменными лезвиями

Запутывание в сети — один из типичных случаев. Такое постоянно происходит, когда аквалангисты-любители ныряют на затонувшие суда, которые часто опутаны рыбацкими сетями. Ныряя в пещерах, то и дело запутываются элементами снаряжения в линях (так называемых «нитях Ариадны»). Тогда используют специальные ножи или стропорезы. Аквалангисты-спасатели, связанные с поверхностью ходовым линём (например, когда достают трупы), иногда зацепляются им за что-нибудь. Тогда, бывает, ходовик тоже приходится резать. Список областей применения можно продолжить, но думаю, по упомянутым уже видно, как важен иногда подводный нож, чтобы спасти жизнь.
(Йенс Хильберт)

Опасность сетей часто недооценивают. Их разновидности из бесцветного нейлона плохо различимы в воде даже вблизи, при хорошем освещении. Сети могут отрываться и далеко уноситься течением от мест установки. На российских форумах рыболовов и подводных охотников нередко упоминаются браконьерские сети и крючья в реках и озёрах. Владельцам яхт и моторных лодок приходится срезать с винтов и подводной части судна намотавшиеся сети или лини. Боевые пловцы используют ножи для обезвреживания морских мин и других спецопераций, а также непосредственно для обороны или нападения. Широко применяются ножи и при водолазных работах.

## Производители
Производством ножей для дайвинга, подводной охоты и боевых подводных ножей занимаются следующие компании:
- «OceanPro» (США)
- «Katz» (США)
- «CRKT» (США)
- «Gerber» (США)
- «Smith&Wesson» (США)
- «Extrema Ratio» (Италия)
- «TUSA» (Южная Корея)
- «Sargan» (Россия)
- «САРО» (Россия)
- «Мелита» (Россия)